# Литовски футболни отбори
Това е списък на футболни отбори от Литва.

### А лига
- Атлетас, Каунас (Atletas Kaunas)
- Банга, Гаргждай (FK Banga)
- Ветра, Вилнюс (FK Vetra)
- Екранас, Паневежис (FK Ekranas)
- Жалгирис, Вилнюс (Zalgiris Vilnius)
- Клайпеда, Клайпеда (FK Klaipeda)
- Круоя, Пакруоис (Kruoja Pakruojis)
- Мажейкяй, Мажейкяй (FK Mazeikiai)
- Судува, Мариямполе (FK Suduva)
- Таурас, Таураге (FK Tauras)
- ФК Шауляй, Шaуляй (FK Siauliai)

### 1 лига
- Аисщяй, Аисщяй (NFA Aisciai)
- Алитис, Алитус (FK Alytis)
- Атлантас, Клайпеда (FK Atlantas)
- Видзгирис, Алитус (FK Vidzgiris)
- ФБК Каунас, Каунас (FBK Kaunas)
- Лиетава, Йонава (FK Lietava)
- Лифоса, Кедайняй (FK Lifosa)
- Миния, Кретинга (FK Minija)
- Невежис, Кедайниай (FK Nevezis)
- Шилюте, Лайсве (FK Silute)

### 2 лига – юг
- Балтай, Кайсиядорис (Baltai Kaišiadorys)
- Гележинис Вилкас, Вилнюс (Geležinis Vilkas Vilnius)
- Гранитас, Вилнюс (FM Granitas Vilnius)
- Приенай FK Prienai)
- Савинге, Кайшадорис (SC Savingė Kaišiadorys)
- Спирис, Каунас (FM Spyris Kaunas)
- Свейката, Кибартай (Sveikata Kybartai)
- Висас Лабас, Каунас (Visas Labas Kaunas)

### 2 лига – запад
- Академия, Клайпеда (Akademija Klaipėda)
- Бабрунгас, Плунге (Babrungas Plungė)
- Бангеле, Гаргджай (Bangelė Gargždai)
- Вента, Куршенай (Venta Kuršėnai)
- Мастис, Телшияй (Mastis Telšiai)
- Миния, Кретинга (Minija Kretinga)
- Сакуона, Пликияй (Sakuona Plikiai)
- Салантас, Салантай (Salantas Salantai)
- Шилюте-2, Шилюте (FK Šilutė-2)
- Ювента-99, Шaуляй (Juventa-99 Šiauliai)

### Други
- Адвоко, Вилнюс
- ФК Актас, Вилнюс
- ФК Алитис, Алитус
- Ардена, Вилнюс
- ФК Арпас, Вилнюс
- Атлантас 2, Клайпеда (Atlantas Klaipeda)
- Бекентас, Вилнюс
- Бонус, Вилнюс
- Ветра 2, Вилнюс
- ФК Виени Вартай, Вилнюс
- Виесурас, Вилнюс
- ФК Вилнюс, Вилнюс
- Вилтис, Вилнюс
- Вичи, Каунас
- Вова, Вилнюс
- ВСЦ, Висагинас
- ФК Вилнюс, Вилнюс (FC Vilnius)
- ГБ Юнайтед, Вилнюс
- ФК Джаз, Вилнюс
- Екранас 2, Паневежис (Ekranas Panevezys)
- Еуфория, Вилнюс
- Жайбай, Вилнюс
- Инкарас, Каунас
- Интерас, Висагинас (Interas Visaginas)
- Кареда, Каунас
- Карлсберг, Вилнюс
- Катастрофа, Вилнюс
- Квитенция, Каунас
- Кауно Егеряй, Каунас
- Киемас, Вилнюс
- Клевас, Вилнюс
- Колобки, Вилнюс
- Круша, Вилнюс
- Куршай, Неринга
- ЛККА
- Лаворишкес, Вилнюс
- ЛДК Юнайтед-Еколинас, Вилнюс
- ЛиЦС, Вилнюс
- ФК Мажойи Стиба, Вилнюс
- Навигаторяй, Вилнюс
- ФК Наполис, Шaуляй
- ФК Нереалас, Вилнюс
- Озас, Вилнюс
- Оро Навигация, Вилнюс
- Пету ІV, Вилнюс
- Пиритас, Клайпеда
- Пликиу, Сакуона (Pliciu)
- Полония, Вилнюс
- Преленгетай, Вилнюс
- ФК Реактивас, Вилнюс
- Реакторюс, Вилнюс
- Резервай, Вилнюс
- ФК Ренне, Вилнюс
- Ритас, Вилнюс
- Родиклис, Каунас
- Сакалас, Шaуляй
- Спартакас, Укмерге
- ФК Стикерз, Вилнюс
- ФК Тец, Вилнюс
- Тигелис, Вилнюс
- Торнадо, Каунас
- Тривартис, Вилнюс
- ФК Троя, Вилнюс
- Ужупис, Вилнюс
- Утянис, Утяна
- Ф1Ц, Вилнюс
- ФК Фазе, Вилнюс
- ФК Факирас, Вилнюс
- Фортуна, Вилнюс
- Фортуна 2, Вилнюс
- ФК Хербас, Вилнюс
- Шалтупис, Вилнюс
- Ширвинта, Ширвинтос